# 史克威尔艾尼克斯
史克威尔艾尼克斯（日語：スクウェア・エニックス）是日本电子游戏开发、发行及经销商，以电子角色扮演游戏系列最终幻想、勇者斗恶龙及动作角色扮演游戏系列王国之心而知名。2008年10月1日改組控股公司，另成立新的子公司法人承繼商業名稱及業務。公司总部現位于东京都新宿区的新宿东区广场大厦。
公司持有以街机游戏太空侵略者及泡泡龙而知名的太東。
公司曾拥有Eidos Interactive全部的知识产权（古墓丽影系列、刺客任務系列、杀出重围系列等）和其开发工作室，现已出售给遊戲巨頭拥抱者集团。

## 历史

### 合併
2003年4月1日，株式会社史克威尔（Square Co., Ltd）和株式会社艾尼克斯（Enix Corporation）合并为史克威尔艾尼克斯。艾尼克斯为存续公司。史克威尔的普通股以0.85:1的比率与艾尼克斯的普通股兑换。当时史克威尔艾尼克斯职员中，80%为原史克威尔雇员。合并后，原史克威尔社长和田洋一获任新公司社长，原艾尼克斯社长本多圭司担任副社长。艾尼克斯创办者福岛康博现为名誉会长，是公司最大的股东。
對此一般看法是，電影事業失敗的史克威爾所做的救濟措施，不過艾尼克斯也被傳出招牌遊戲勇者鬥惡龍系列未發售的該年度營業額減半等收益的不安定面，出版事業牽扯上「御家騷動」而衰退，《勇者鬥惡龍》系列以外的遊戲知名度過低等問題存在；此外艾尼克斯的影響力強在亞洲，史克威爾則在北美、歐洲，在海外事業上做互補與調整發售時程使最终幻想系列和勇者鬥惡龍系列避免衝突同來確保收益等；為準備迎接線上遊戲、行動遊戲的時代，將兩社的內容資產做有效運用以期加倍效果。时任社長和田洋一称「展望將來，為了生存下來而做的積極性合併」。

### 合併后
- 2003年7月22日－史克威尔艾尼克斯总部迁址东京涩谷代代木[1]。整合目黑區的舊史克威爾本部，以及出版事業部的本部機能。
- 2004年3月－史克威尔艾尼克斯为加强无线市场，购得UIEvolution。
- 2005年1月－史克威尔艾尼克斯在华全资子公司史克威尔艾尼克斯（中国）互动科技有限公司成立。官方略稱是SE中国。
- 2005年8月22日－史克威尔艾尼克斯宣布，开始收购电子游戏开发与发行商太東。该公司以街機游戏太空侵略者和泡泡龙系列而知名。[16]。
- 2005年9月28日－太東收购完成。
- 2006年9月5日－史克威尔艾尼克斯被控违反和智冠科技（Soft-World）的合约[17]。
- 2007年12月－UIEvolution从史克威尔艾尼克斯中分离，成为独立公司。
- 2008年8月29日－史克威尔艾尼克斯计划，以购买30%股票，计223亿日元的方式，善意收购特库摩[18]。
- 2008年9月4日－在特库摩拒绝收购议案后，史克威尔艾尼克斯撤销提议[19]。
- 2008年10月1日，史克威尔艾尼克斯转换为控股公司，易名为史克威尔艾尼克斯控股。同时，游戏、内容和出版业转移给分拆的史克威尔艾尼克斯[1]，并和控股共享相同的企业领导与办公室[4][20]。
- 2009年2月12日－史克威尔艾尼克斯控股宣布以8430万英镑（每股32镑）收购Eidos Interactive的控股公司Eidos plc。Eidos是负责出版古墓丽影系列、刺客任務系列、杀出重围系列、神偷系列和凯恩的遗产系列的英国出版商[21]。
- 2009年4月22日－Eidos收购完成。
- 2011年11月22日－宣布成立史克威爾艾尼克斯蒙特利爾。[22]
- 2013年10月8日－宣布Square Enix Collective計畫開始，將協助獨立遊戲開發者的遊戲開發與遊戲發行[23]。
- 2014年9月19日－宣布成立神羅科技公司，投入雲端事業活動。
- 2015年3月－解散印尼子公司PT.SQUARE ENIX SMILEWORKS[24]。
- 2015年6月16日－位于日本东京的旗下新工作室Tokyo RPG Factory投入运营。
- 2016年1月－因資金週轉不靈而解散神羅科技[25]。
- 2017年2月20日－宣布成立新工作室Studio Istolia，由原万代南梦宫的游戏制作人马场英雄负责[26]。
- 2017年5月－史克威尔艾尼克斯宣布将出售此前一直负责《刺客任務系列》的丹麦工作室IO Interactive[27]。
- 2018年3月27日－宣布成立新工作室Luminous Productions，由田畑端擔任COO 兼工作室代表[28]。
- 2018年8月－宣佈與騰訊達成戰略結盟，成立子公司[29]。
- 2019年5月－史克威尔艾尼克斯关闭开发工作室Studio Istolia，负责人马场英雄稍早前也从史克威尔艾尼克斯离职。[30]
- 2022年5月－史克威尔艾尼克斯宣布将史克威尔艾尼克斯欧洲旗下的晶体动力、Eidos蒙特利尔、史克威爾艾尼克斯蒙特利爾等工作室和《古墓丽影》、《神偷》、《杀出重围》等系列IP出售给拥抱者集团，交易金额约3亿美元。
- 2023年2月－史克威尔艾尼克斯宣布将子公司Luminous Productions并入集团内部。
- 2023年5月1日－子公司Luminous Productions并入史克威尔艾尼克斯第二开发事业本部，继承所有业务[31]。
- 2023年6月－桐生隆司就任社长[32]。
- 2023年7月29日 - 社长桐生隆司、与微软游戏部门CEO菲尔·斯宾塞共同宣布，公司将进一步加强与微软的合作，未来将为Xbox主机平台带来更多的史克威尔艾尼克斯旗下游戏[33]。打破先前外界传闻两家公司不和的传言[34]。
- 2024年1月31日－子公司Tokyo RPG Factory解散，并入史克威尔艾尼克斯。[35]
- 2024年4月-5月，史克威尔艾尼克斯宣布内部将进行重组，并调整游戏发布策略，目标在未来三个财年恢复盈利增长[36]，先前公司确认了由于公司内部战略调整，经统计截至2024年3月财年中预计将出现221亿日圆的亏损。

## 旗下公司
日本
- 株式会社史克威尔艾尼克斯（SQUARE ENIX CO., LTD.）
- 株式会社太東（TAITO CORPORATION）
- 株式会社史克威尔艾尼克斯商務支援（SQUARE ENIX Business Support, CO., LTD.）
- 株式会社史克威尔艾尼克斯AI&艺术炼金术（SQUARE ENIX AI & ARTS Alchemy CO., LTD.）[37]

美國
- SQUARE ENIX, INC.

歐洲
- SQUARE ENIX LTD.

中國大陸
- 史克威尔艾尼克斯（中国）互动科技有限公司（SQUARE ENIX (CHINA) CO., LTD.）
- 北京易通幻龙网络科技有限公司

印度
- SQUARE ENIX PVT. LTD.

## 商业模式
史克威尔艾尼克斯的商业模式围绕“多形态内容”理念，即一个系列不局限于游戏，而会以多种媒体形式推出作品。这一战略的先例是《钢之炼金术师》连载漫画，它已改编为两部动画、两部电影、数部小说及电子游戏。旗下跨媒体项目还有最终幻想VII补完计划、伊瓦莉斯联盟、新的水晶故事 最终幻想、玛娜世界和代码世纪。和田洋一对此表示：“似乎这很难撞大运。一旦我们撞上，我们将尽可能从中赚取丰厚利润”。
在《最终幻想VII》取得成功后，史克威尔艾尼克斯采用了其设计模式作为标准流程：首先构建情节、角色与概念艺术，随后创作战斗系统、场景地图和过场动画。过去，史克威尔艾尼克斯一般不使用其他公司的引擎，宁愿从头开始编程或自己搭建引擎（如兼容多平台的水晶工具和夜光引擎）。但现在改变了做法，多款游戏都采用了Epic Games授权的虚幻引擎，如2007年的《最后的神迹》。
和索尼的Greatest Hits模式类似，史克威尔艾尼克斯有时会为达到特定销量水平的游戏推出以Ultimate Hits为标签的廉价版。

## 开发单位

### 现今
2024年5月13日，史克威尔艾尼克斯宣布了新的经营计划，将各个開發事業總部的营销部门统合为一个，并逐步减少各个開發事業總部的重复职能。后正式将開發事業總部（Creative Business Unit）改名为工作室（Creative Studio），北濑佳范负责第1和第2工作室，吉田直树负责第3工作室，齐藤阳介负责第4和第5工作室。
| 2024年的史克威爾艾尼克斯遊戲開發業務部 | 2024年的史克威爾艾尼克斯遊戲開發業務部 | 2024年的史克威爾艾尼克斯遊戲開發業務部 | 2024年的史克威爾艾尼克斯遊戲開發業務部 | 2024年的史克威爾艾尼克斯遊戲開發業務部             |
| 工作室編號                             | 執行長                                 | 工作室負責人                           | 代表作品 | 備註                                               |
| -------------------------------------- | -------------------------------------- | -------------------------------------- | --- | -------------------------------------------------- |
| Creative Studio 1                      | 北瀨佳範                               | 濱口直樹                               | Final Fantasy XIII、Final Fantasy XIII-2、Lightning Returns: Final Fantasy XIII Mobius Final Fantasy Final Fantasy VII Remake、Final Fantasy VII Rebirth、Final Fantasy VII Part3 |                                                    |
| Creative Studio 2                      | 北瀨佳範                               | 北瀨佳範 鳥山求 屋島新平               | Final Fantasy XII The Zodiac Age(2017版)、Tactics Ogre Reborn(2022版) Final Fantasy Crystal Chronicles、Dungeon Encounters SaGa: Emerald Beyond、Romancing SaGa 2: Revenge of the Seven Crisis Core Final Fantasy VII Reunion、Final Fantasy VII: Ever Crisis Kingdom Hearts III、NEO: The World Ends with You、Kingdom Hearts IV | 河津秋敏所屬 柴田伯一所屬                          |
| Creative Studio 3                      | 吉田直樹                               | 吉田直樹                               | Final Fantasy XI、Final Fantasy XIV Final Fantasy XII、The Last Remnant、Final Fantasy XVI Dragon Quest Builder、FANTASIAN Neo Dimension |                                                    |
| Creative Studio 4                      | 齊藤陽介                               | 野末武志                               | Dragon Quest X Before Crisis Final Fantasy VII、Crisis Core Final Fantasy VII、Final Fantasy Type-0 Kingdom Hearts、Kingdom Hearts II、Final Fantasy XV、Forspoken | 青山公士所屬 新小田裕二所屬 舊Luminous Productions |
| Creative Studio 5                      | 齊藤陽介                               | 淺野智也                               | Dragon Quest III(HD-2D)、Dragon Quest I＆II(HD-2D) Final Fantasy III(3D Remake)、Final Fantasy IV(3D Remake)、Live A Live(HD-2D) Final Fantasy: The 4 Heroes of Light、Bravely Default、Octopath Traveler | 時田貴司所屬                                       |
| Creative Studio 6                      | TBA                                    | TBA                                    | TBA |                                                    |
| Creative Studio 7                      | 廣野啟                                 | 廣野啟                                 | 最终幻想：勇气启示录、Final Fantasy：勇氣啟示錄幻影戰爭 |                                                    |
| 客戶體驗設計中心                       | 三宅有                                 | 三宅有                                 | 學園少女突襲者 |                                                    |
| 區塊鏈娛樂孵化中心                     | 畑圭輔                                 | 畑圭輔                                 | 資產性百萬亞瑟王、SYMBIOGENESIS |                                                    |

### 历史
2003年，史克威尔艾尼克斯开发成员组织为八个史克威尔和两个艾尼克斯开发业务部。第五开发业务部在大阪和东京皆设有办公室。
到了2005年5月，第十开发业务部部长由山岸功典担任。2005年6月，原第五开发业务部部长平田裕介辞职加入Aquaplus。2005年8月，原第四开发业务部部长松野泰己因长期疾病离开。
据前社長和田洋一称，至少到了2007年3月，开发部门已经不以开发业务部系统的方式组织。职员现在以项目制系统的结构组成。目前，负责新的水晶故事 最终幻想、纷争 最终幻想和王国之心系列的团队被统称为第一制作部，然而第二和第三制作部并不存在。目前的第一制作部，是由2010年秋，史克威尔艾尼克斯东京和大阪开发工作室合并而成。
| 2003年4月-2005年4月的史克威尔艾尼克斯开发事业部   | 2003年4月-2005年4月的史克威尔艾尼克斯开发事业部 | 2003年4月-2005年4月的史克威尔艾尼克斯开发事业部 | 2003年4月-2005年4月的史克威尔艾尼克斯开发事业部 | 2003年4月-2005年4月的史克威尔艾尼克斯开发事业部                         | 2003年4月-2005年4月的史克威尔艾尼克斯开发事业部 |
|                                                   | 编号                                            | 部长                                            | 雇员数                                          | 开发游戏                                                                | 備註                                            |
| ------------------------------------------------- | ----------------------------------------------- | ----------------------------------------------- | ----------------------------------------------- | ----------------------------------------------------------------------- | ----------------------------------------------- |
| 史克威尔                                          | 1                                               | 北濑佳范                                        | 150－300                                        | 最終幻想X、最終幻想X-2、最終幻想紛爭、王國之心、王國之心2               |                                                 |
| 史克威尔                                          | 2                                               | 河津秋敏                                        | 約100                                           | 最终幻想 水晶编年史、聖劍傳說 LEGEND OF MANA                            | 舊GAME DESIGNERS STUDIO                         |
| 史克威尔                                          | 3                                               | 田中弘道                                        | 61                                              | 最终幻想XI、異域神兵、秘寶傳說                                          |                                                 |
| 史克威尔                                          | 4                                               | 松野泰己                                        | 約100                                           | 流浪者之歌、最终幻想 战略版、最终幻想XII                                | 舊Quest                                         |
| 史克威尔                                          | 5                                               | 平田裕介                                        | 100                                             | 全明星摔角、勇敢的劍士武藏傳                                            |                                                 |
| 史克威尔                                          | 6                                               | 土田俊郎                                        | 57                                              | 前线任务                                                                | 舊G-Craft                                       |
| 史克威尔                                          | 7                                               | 时田贵司                                        | 約20                                            | 半熟英雄、最终幻想I·II Advance、寄生前夜、七日死                        |                                                 |
| 史克威尔                                          | 8                                               | 石井浩一                                        | 7                                               | 圣剑传说系列                                                            |                                                 |
| 艾尼克斯                                          | 9                                               | 三宅有                                          | 11                                              | 勇者斗恶龙VIII、勇者斗恶龙IX、勇者斗恶龙怪兽系列                        | 舊Dragon Quest課                                |
| 艾尼克斯                                          | 10                                              | 齐藤阳介                                        | 16                                              | 龍背上的騎兵、星海遊俠系列、女神側身像系列、魔力寶貝                    | 舊企劃課                                        |
| 2005年4月-2008年10月的新設部門                    |                                                 |                                                 |                                                 |                                                                         |                                                 |
| 開發部                                            | 開發部                                          | 橋本真司                                        | 橋本真司                                        | FABULA NOVA CRYSTALLIS 新水晶神話                                       | 舊史克威爾開發部                                |
| 專案推進部                                        | 專案推進部                                      | 山岸功典                                        | 山岸功典                                        | 聖劍傳說DS 瑪娜之子、聖劍傳說4、代碼世紀                                | 伊藤幸正、柴貴正、犬塚太一、淺野智也所屬        |
| 移動事業部                                        | 移動事業部                                      | 齊藤陽介、洞正浩                                | 齊藤陽介、洞正浩                                | 危機之前 Final Fantasy VII、核心危機 Final Fantasy VII、王國之心 編碼   | 田畑端所屬                                      |
| Online事業部                                      | Online事業部                                    | 前田徹哉                                        | 前田徹哉                                        | SQUARE ENIX MEMBERS                                                     |                                                 |
| Online運營部                                      | Online運營部                                    | 渡辺泰仁                                        | 渡辺泰仁                                        | 幻想戰記、戰國IXA                                                       |                                                 |
| 2008年10月-2013年12月的史克威尔艾尼克斯开发事业部 |                                                 |                                                 |                                                 |                                                                         |                                                 |
| 第一制作部                                        | 第一制作部                                      | 橋本真司                                        | 橋本真司                                        | 最終幻想XIII、最終幻想Agito XIII、最終幻想Versus XIII                   | 田畑端所屬                                      |
| 制作統括部                                        | 制作統括部                                      | 齊藤陽介                                        | 齊藤陽介                                        | 光之4戰士 最終幻想外傳、尼爾：人工生命、Dragon Quest X、Bravely Default | 吉田直樹、淺野智也所屬                          |
| 第二制作統括部                                    | 第二制作統括部                                  | 柴貴正                                          | 柴貴正                                          | Lord of Vermilion                                                       |                                                 |
| 移動事業部                                        | 移動事業部                                      | 原口洋一                                        | 原口洋一                                        | CHAOS RINGS                                                             |                                                 |
| 特移動事業二部                                    | 特移動事業二部                                  | 安藤武博                                        | 安藤武博                                        | 擴散性百萬亞瑟王                                                        | 2012年4月從移動事業部分離                       |
| 第二Online事業部                                  | 第二Online事業部                                | 西角浩一                                        | 西角浩一                                        | Bravely Default: Praying Brage、KINGDOM HEARTS χ                        |                                                 |

2013年12月，史克威爾艾尼克斯舊有的開發人員重新調整為十二個「商業事業部（Business Division）」。商業事業部除了負責內部遊戲開發，也會負責外包，工作人員並沒固定於一個部門工作。第一商業事業部的負責人是北瀨佳範、第二商業事業部的負責人是田畑端、第三商業事業部的負責人是橋本真司、第四商業事業部的負責人是間一朗、第五商業事業部的負責人是吉田直樹、第六商業事業部的負責人是三宅有、第七商業事業部的負責人是柴貴正、第八商業事業部的負責人是広野啓、第九商業事業部的負責人是山中譲児、第十商業事業部的負責人是渡邉勇樹、第十一商業事業部的負責人是西角浩一、第十二商業事業部的負責人是渡辺泰仁。
2017年，第九商業事業部并入第八商業事業部。第十一商業事業部和第十二商業事業部合并成为新的第九商業事業部。由第六商業事業部的部分人员组建新的第十一商業事業部。
| 2013年12月-2019年3月的史克威尔艾尼克斯事業部 | 2013年12月-2019年3月的史克威尔艾尼克斯事業部 | 2013年12月-2019年3月的史克威尔艾尼克斯事業部  | 2013年12月-2019年3月的史克威尔艾尼克斯事業部 |
| BD                                           | 部长                                         | 代表作品                                      | 備註                                         |
| -------------------------------------------- | -------------------------------------------- | --------------------------------------------- | -------------------------------------------- |
| BD1                                          | 北瀨佳範                                     | 最終幻想VII 重制版、莫比乌斯 最终幻想         |                                              |
| BD2                                          | 田畑端                                       | 最終幻想XV                                    |                                              |
| BD3                                          | 橋本真司                                     | 最終幻想 探險者們、最終幻想 世界、王國之心III |                                              |
| BD4                                          | 間一朗                                       | 最終幻想 紛爭NT、最終幻想 節奏劇場            |                                              |
| BD5                                          | 吉田直樹                                     | 最終幻想XIV、勇者鬥惡龍 創世小玩家            |                                              |
| BD6                                          | 三宅有                                       | 勇者鬥惡龍XI、尼爾：自動人形                  |                                              |
| BD7                                          | 柴貴正                                       | LORD of VERMILION                             |                                              |
| BD8                                          | 廣野啓                                       | 聖劍傳説2、刀使之巫女 刻印閃爍的燈火          |                                              |
| BD9                                          | 山中譲児                                     | BRAVELY ARCHIVE D's report                    |                                              |
| BD10                                         | 安藤武博                                     | 擴散性百萬亞瑟王                              |                                              |
| BD11                                         | 淺野智也                                     | 勇氣默示錄系列，歧路旅人系列                  |                                              |
| BD12                                         | 水町稔規                                     | 學園少女突襲者                                |                                              |

2019年4月，史克威尔艾尼克斯宣布对开发部门进行调整和整合，将11个商業事業部重组为4个开发事业本部。第四开发事业本部部长原为西角浩一，后重组为第四和第五两个开发事业本部，均由廣野啓负责。至2024年重组前为：
| 2019-2023的史克威尔艾尼克斯开发事业本部 | 2019-2023的史克威尔艾尼克斯开发事业本部 | 2019-2023的史克威尔艾尼克斯开发事业本部 | 2019-2023的史克威尔艾尼克斯开发事业本部 | 2019-2023的史克威尔艾尼克斯开发事业本部                                                                                       |
| 開發事業總部                            | 總部长                                  | 轄下分部                                | 代表人物                                | 代表作品 |
| --------------------------------------- | --------------------------------------- | --------------------------------------- | --------------------------------------- | --- |
| 第一                                    | 北瀨佳範                                | 1                                       | 鳥山求 濱口直樹                         | 最终幻想XIII、最终幻想VII 重制版、最终幻想VII 重生                                                                            |
| 第一                                    | 北瀨佳範                                | 2                                       | 市川雅統 河津秋敏                       | 沙加系列 |
| 第一                                    | 北瀨佳範                                | 3                                       | 長谷川和弘                              | 最終幻想水晶編年史 Remastered版、核心危機：最終幻想VII Reunion                                                                |
| 第一                                    | 北瀨佳範                                | 4                                       | 間一朗 野村哲也                         | 王国之心系列、新這個美妙的世界、女神戰記極樂淨土                                                                              |
| 第一                                    | 北瀨佳範                                | 5                                       | 加藤弘彰 長谷川誠                       | 地城遭遇戰、皇家騎士團重生 |
| 第二                                    | 三宅有                                  | 1                                       | 千葉直人                                | 勇者鬥惡龍WALK、勇者鬥惡龍 怪物仙境 Super Light、勇者鬥惡龍 戰略指揮家、星之勇者斗恶龙                                        |
| 第二                                    | 三宅有                                  | 2                                       | 藤本則義 岡谷洸佑                       | 無限神速斬 達伊的大冒險、勇者鬥惡龍尋寶探險團、泡沫之星、勇者鬥惡龍XII                                                        |
| 第二                                    | 三宅有                                  | 3                                       | 青山公士 荒牧岳志                       | 勇者鬥惡龍X、最終幻想XV、FORSPOKEN、勇者鬥惡龍 怪物仙境3                                                                      |
| 第二                                    | 三宅有                                  | 4                                       | 齊藤陽介 江原純一                       | 尼爾：人工生命、尼爾：自動人形、NieR Re[in]carnation、卡牌之聲、春逝百年抄、巴比倫的殞落                                      |
| 第二                                    | 三宅有                                  | 5                                       | 柴貴正                                  | 紅蓮之王、神領編年史 |
| 第二                                    | 三宅有                                  | 6                                       | 淺野智也 时田貴司                       | 光之4戰士 最終幻想外傳、勇氣默示錄系列，歧路旅人系列，三角戰略，狂飆騎士                                                      |
| 第三                                    | 吉田直树                                | 吉田直树                                | 吉田直树                                | 勇者鬥惡龍 創世小玩家、最终幻想XI、最終幻想XIV、最终幻想XVI                                                                   |
| 第四・第五                              | 廣野啟                                  | 1                                       | 藤本廣貴 奥州一馬                       | 靈異視界 FILE23 本所七大不可思議、最终幻想像素复刻版合集、最終幻想 勇氣啟示錄系列、圣剑传说系列、钢之炼金术师 MOBILE、战国IXA |
| 第四・第五                              | 廣野啟                                  | 2                                       | 岡村礁 小山田将                         | 百萬亞瑟王系列、學園少女突襲者、死亡愛麗絲、格林笔记、魔法禁书目录 幻想收束                                                   |
| 第四・第五                              | 廣野啟                                  | 3                                       | 横山佑樹 鈴木裕人                       | 陸行鳥不可思議的迷宮、LAST IDEA、歧路旅人：大陸的霸者                                                                         |

## 资产

### 电子游戏
史克威尔艾尼克斯主要业务为电子游戏。最终幻想系列是其最为畅销的系列，截至2023年9月已在全球售出1.85亿份。旗下的勇者斗恶龙系列则是日本最畅销的游戏系列之一，新作发行时往往都会成为当年最畅销作品。系列已售出超过8800万套，其中主要销量在日本。王国之心系列（和迪士尼互动工作室合作开发）也是该公司的重要系列。
自游戏机第七世代开始，史克威尔艾尼克斯在三个平台都发行重要系列的新作，如PlayStation 3和Xbox 360上的《最终幻想XI》，以及Wii上的《勇者斗恶龙X》。史克威尔艾尼克斯还为掌上游戏机开发作品，包括Game Boy Advance、任天堂DS、PlayStation Portable、任天堂3DS和PlayStation Vita。此外他们还为Microsoft Windows系统个人电脑，以及各种系统的移动电话制作游戏。史克威尔艾尼克斯有27个游戏获选《Fami通》杂志的“史上100大游戏”，其中7个游戏列入前十，《最终幻想X》更获得首位。
在PlayStation 3发售之前，史克威尔艾尼克斯副社长佐佐木通宏称，“我们不希望PlayStation 3成为惨败者，因此我们想要支持他们，但是我们也同样不希望他们完胜，因此我们不会过多的支持”。史克威尔艾尼克斯在2007年重申，会坚持多平台发行，加大对多平台比日本更为普及的北美欧洲等海外游戏市场的支持。在2008年，原PlayStation 3独占发行的《最终幻想XIII》将在Xbox 360平台发行消息公布。后于2019年，《最终幻想》系列的一些旧作也搬上Xbox One和Switch平台。
2007年，史克威尔艾尼克斯与Gas Powered Games合作，发行《最高指揮官》。2008年7月8日，史克威尔艾尼克斯发行首个iPod游戏《歌之召唤者 无名英雄》。史克威尔艾尼克斯还在同年设立子品牌“Pure Dreams”，专为创作和发行儿童游戏。但该品牌最终仅在日本发行了两部作品：《史努比DS 去见史努比和他的伙伴们》（2008年10月9日）和《企鹅家族的美妙狂欢节》（2008年11月6日）。
2009年，史克威尔艾尼克斯收购Eidos。Eidos旗下有畅销系列古墓丽影系列、刺客任務系列、杀出重围系列、神偷系列和凯恩的遗产，并曾负责Windows版《最终幻想VII》、《最终幻想VIII》和《勇者斗恶龙怪兽篇》的欧美发行。史克威尔艾尼克斯吸收Eidos成为一个新部门史克威尔艾尼克斯欧洲。后于2022年，史克威尔艾尼克斯出售了其欧洲分部旗下开发工作室和对应系列IP，不过仍保留了与外部工作室合作的IP。
从2009年起，史克威尔艾尼克斯还协助育碧以及动视暴雪在日本发行游戏。
史克威尔艾尼克斯拥有自制电子游戏引擎夜光引擎，但并没有在旗下作品广泛使用。技术演示《阿格尼的哲学》在2013年6月6日的E3 2012上发布。此后在2012年11月，史克威尔艾尼克斯全球技术总监Julien Merceron为引擎提出针对多平台的新方向，并将在2013年6月向公众展示。第一个采用该引擎的作品是《最终幻想XV》。Luminous Productions曾是内部唯一使用该引擎的子公司，现已并入第二开发事业本部。

#### 在线游戏
在合并之前，艾尼克斯于2001年在日本、中国大陆和台湾发行首个在线游戏《魔力宝贝》，史克威尔于2002年5月16日在PlayStation 2平台发行《最终幻想XI》。随着史克威尔艾尼克斯2004年3月全球发行《最终幻想XI》的巨大成功，微软两年后将游戏移植于Xbox 360，这也是第一个在Xbox主机上发行的最终幻想游戏。因其MMORPG的成功，史克威尔艾尼克斯开始新项目《幻想大陆 ～统治的指环～》。日本游戏门户GamePot获得《幻想大陆》在日本的发行授权，并以“幻想大陆Zero”为名在日本发行。史克威尔艾尼克斯于2007年发行《魔力宝贝》的续作《魔力宝贝II》。
2004年5月，史克威尔艾尼克斯公布和索尼在线娱乐间的协议，负责《无尽的任务2》的日本发行。
2010年9月30日，开发代号为“Rapture”的新时代MMORPG《最终幻想XIV》1.0版本公测，但因低劣的质量而在2012年被迫暂停运营。2013年，重新制作的《最终幻想XIV：重生之境》再度上线，获得了玩家之间的好评。2011年9月，MMORPG《勇者斗恶龙X 觉醒的五种族 Online》正为任天堂Wii和Wii U游戏机开发的消息公布，游戏随后于2012年8月2日和2013年3月30日在两个平台分别发布。游戏后来于Microsoft Windows平台发行。游戏第二版《勇者斗恶龙X 沉睡的勇者与引导的盟友 Online》于2013年12月同时在Wii、Wii U和Windows平台发行。
史克威尔艾尼克斯还制作网页游戏和Facebook游戏，如《陸行鳥和水晶塔》和《水晶騎士》，以及雅虎日本的在线游戏，如《怪兽×龙》、《战国IXA》、《勇气默示录Praying Brage》、《星际银河》和《Crystal Conquest》。
2012年5月8日，史克威尔艾尼克斯宣布与Bigpoint Games合作，创作一款免费云游戏平台“直接通过玩家的浏览器，将他们放入‘无限的游戏世界’”。服务于2012年8月以CoreOnline为名启动。后于2013年11月关闭。

### 出版事業
公司在日本还设有漫画出版部门Gangan Comics，其继承自艾尼克斯，并仅在日本市场发行作品。然而2010年，史克威尔艾尼克斯通过会员服务，为北美用户开启数碼漫画商店，其在Gangan选集中收录数个知名连载。Gangan Comics出版的作品有：《黑神》、《无头骑士异闻录 DuRaRaRa!!》、《南国少年奇小邪》、《热带雨林的爆笑生活》、《不可思议的教室》、《推理之绊》、《我的主人爱作怪》、《梦喰见闻》、《Bamboo Blade》、《Heroman》、《潘朵拉之心》、《黑执事》、《地上最强新娘》、《SOUL EATER》、《僵尸借贷》、《黄昏少女×失忆》、《鋼之鍊金術師》和《暮蟬悲鳴時》等。GANGAN系各雜誌因其混合兒童誌、少年誌、少女誌的氣氛形成獨特的雜誌風格，而確立「（史克威爾）艾尼克斯系漫畫」之分類。其他作品还有各种史克威尔艾尼克斯有改编漫画，如勇者斗恶龙、王国之心和星之海洋的漫画。一些作品还被改编为动画连续剧。《钢之炼金术师》是史克威尔艾尼克斯至今最成功的漫画品牌，仅在日本就售出3000万册。其动画亦非常流行，甚至发展出电影后传。公司也有發行輕小說，并于2004年起設立史克威爾艾尼克斯小說大獎。

#### 漫畫雜誌
| 雜誌名                        | 創刊       | 發售日                           | 單行本               |
| ----------------------------- | ---------- | -------------------------------- | -------------------- |
| 月刊少年GANGAN                | 1991年3月  | 每月12日                         | GANGAN漫畫           |
| 月刊GFantasy                  | 1993年3月  | 每月18日                         | G Fantasy Comics     |
| YOUNG GANGAN                  | 2004年12月 | 每月第1、3星期五                 | Young Gangan Comics  |
| GANGAN ONLINE（網絡漫畫雜誌） | 2008年10月 | 每月第1、3星期一、毎週星期四更新 | Gangan Comics ONLINE |
| 月刊GANGAN JOKER              | 2009年4月  | 每月22日                         | Gangan Comics JOKER  |
| 月刊BIG GANGAN                | 2011年10月 | 每月25日                         | Big Gangan Comics    |

### 其他媒体
公司曾数次自己制作电影。首次是2001年电影《最终幻想：灵魂深处》，其由史克威尔合并之前的子公司Square Pictures制作。艾尼克斯在电影制作之前就考虑过合并，而电影票房失败使艾尼克斯害怕和一个亏损的公司合并，从而延迟合并。2005年，史克威尔艾尼克斯发行改编自《最终幻想VII》的计算机成像动画电影《最终幻想VII 降临之子》，电影情节设定于游戏事件两年之后。2016年，史克威尔艾尼克斯发行《最终幻想XV》衍生电影《最终幻想15：王者之剑》，讲述的是游戏本篇主角诺克提斯出城后，发生在王都因索姆尼亚的奇袭事件。
史克威尔艾尼克斯的子品牌“Play Arts改”在可动人物模型领域也颇有建树。除了史克威尔艾尼克斯自家作品的角色，也与DC漫画、漫威、卡普空、科乐美、Xbox遊戲工作室等品牌合作制作其他品牌的角色可动模型。

## 评价
- 公司获得IGN 2006 PlayStation 2最佳开发者奖[93]。
- 史克威尔艾尼克斯北美子公司Square Enix, Inc.于2007年6月加入商業改進局，并获得评级“C++”。现评级为“C-”[94]。